# Pteraster octaster
Pteraster octaster is een zeester uit de familie Pterasteridae.
De wetenschappelijke naam van de soort werd in 1909 gepubliceerd door Addison Emery Verrill.